# Bart Drechsel
Bart Drechsel (* 24. September 1952) ist ein ehemaliger Bobfahrer von den Niederländischen Antillen.

## Karriere
Gemeinsam mit Bart Carpentier Alting nahm er bei den Olympischen Winterspielen 1988 als erster Sportler seiner Nation an Olympischen Winterspielen teil. Das Duo belegte im Zweierbob-Wettkampf den 29. Platz.